# Poecilocloeus ornatus
Poecilocloeus ornatus är en insektsart som beskrevs av Bruner, L. 1910. Poecilocloeus ornatus ingår i släktet Poecilocloeus och familjen gräshoppor. Inga underarter finns listade i Catalogue of Life.